# Districtul Borjomi
Districtul Bordschomi (în georgiană ბორჯომის მუნიციპალიტეტი) este o unitate administrativă în regiunea Samțhe-Javaheti, în partea centrală a Georgiei.